# Антиок (Иллинойс)
Антиок (англ. Antioch) — деревня в составе тауншипа Антиок, округ Лейк, штат Иллинойс, США. По переписи 2020 года, население составляло 14 622 человека. Антиок находится примерно в 60 милях к северу от Чикаго и является частью объединённой статистической области Чикаго (CSA) Бюро переписи населения США, но на самом деле она немного ближе к Милуоки, штат Висконсин, примерно в 50 милях к югу от этого города.

## История

### История коренных американцев
Племя Поттаватоми исторически населяло Антиок до европейского поселения. Племя начало покидать этот район в 1830-х годах, хотя его остатки все ещё можно найти сегодня.
Первым постоянным европейским поселением в Антиоке была хижина Дария и Томаса Гейджей на Секвойт-Крик, притоке реки Фокс. В 1839 году Хирам Баттрик построил лесопилку вдоль ручья, сделав Антиок центром торговли. В 1976 году точная копия мельницы была построена в нескольких сотнях футов ниже по течению от того места, где она когда-то стояла.
Сегодня многие местные предприятия и организации, а также Средняя общественная школа Антиока используют название «Секвойт».

### Европейское поселение
Антиок был официально основана незадолго до гражданской войны конгрегацией учеников Христа. В 1843 году жители дали посёлку библейское название «Антиохия». Отчасти из-за того , что Антиок является региональным центром аболиционистского движения, она отправила непропорционально большое количество своих молодых людей в армию Союза. Город рос по мере того, как новые поселенцы, в основном английского и немецкого происхождения, основали фермы и предприятия.
К концу 1800-х годов Антиок стал популярным местом отдыха для жителей Чикаго, и туризм быстро вырос после того, как в 1886 году была проложена железнодорожная линия в Чикаго. Огонь уничтожил большую часть центра города в 1891, 1903 и 1904 годах. Во время сухого закона Аль Капоне владел летним домом на близлежащем озере Блафф. После Второй мировой войны в Антиоке продолжали расти население и экономика, а в 1970-х годах был создан промышленный парк.
Сегодня Антиок служит спальным районом в мегаполисе Чикаго и Милуоки.

## География
Антиок находится примерно на полпути между Чикаго и Милуоки.
Согласно переписи населения 2010 года, Антиок имеет площадь 8,595 квадратной мили (22,26 км2), из которых 8,21 квадратной мили (21,26 км2) (или 95,52 %) занимает суша и 0,385 квадратной мили (1,00 км2) (или 4,48 %) воды.
Деревня расположена в пологом моренном ландшафте, где преобладают озера ледникового происхождения. Среди них озеро Антиок, к югу от центра деревни, озеро Мари, к западу от центра деревни и озеро Редвинг Слау, к востоку от центра деревни. Есть несколько озёр и прудов поменьше, а также водно-болотные угодья.

### Климат
Как и Чикаго, Антиок находится во влажной континентальной климатической зоне и переживает четыре разных сезона. Антиок получает в среднем 36,74 дюйма (930 мм) осадков каждый год.

## Демография
По данным переписи населения США 2010 года, в деревне проживало 14 430 человек. Расовый состав деревни был: 88,79 % белых, 3,08 % чёрных или афроамериканцев, 3,73 % азиатов, 0,17 % коренных американцев, 0,10 % жителей островов Тихого океана, 2,04 % представителей другой расы и 2,09 % представителей двух или более рас. 8,53 % были латиноамериканцами или латиноамериканцами (любой расы).
По данным переписи населения 2000 года, в селе проживало 8 788 человек, 3 235 домашних хозяйств и 2351 семья. Плотность населения составляла 1190,4 человек на квадратную милю (459,8 / км²). Было 3 346 единиц жилья в средней плотности 453,2 за квадратную милю (175,1 / км²).
Было 3235 семей, из которых 41,9 % имели детей в возрасте до 18 лет, проживающих с ними, 56,4 % были супружескими парами, 12,2 % семей женщины проживали без мужей, а 27,3 % не имели семьи. 22,2 % всех домохозяйств состоят из отдельных лиц и 7,9 % из них кто-то одиноких людей 65 лет и старше. Средний размер домохозяйства 2,72, а средний размер семьи 3,20.
В деревне население было рассредоточено: 29,9 % в возрасте до 18 лет, 8,0 % от 18 до 24 лет, 32,4 % от 25 до 44 лет, 21,1 % от 45 до 64 лет и 8,5 % в возрасте 65 лет или старшая. Средний возраст составлял 34 года. На каждые 100 женщин приходилось 95,5 мужчин. На каждые 100 женщин возрастом 18 лет и старше насчитывалось 88,9 мужчин.
Средний доход семьи в деревне составлял 56 481 доллар, а средний доход семьи — 66 589 долларов. Средний доход мужчин составлял 51 503 доллара по сравнению с 31 389 долларами у женщин. Доход на душу населения в деревне составлял 25 711 долларов. Около 2,3 % семей и 3,9 % населения были ниже черты бедности, в том числе 3,9 % из них моложе 18 лет и 8,0 % тех, кто в возрасте 65 лет и старше.

## Экономика
С 1996 года Северная Центральная служба Метры играет все более важную роль в развитии Антиока. Дневное движение поездов в Чикаго и обратно привело к появлению новых коммерческих объектов рядом с железнодорожным вокзалом. В деревне продолжается рост коммерческой и жилой застройки, в основном вдоль коридора Иллинойс Рут 173.
В Антиоке находится фабрика Pickard China, которая производит качественный фарфор для Air Force One, Camp David и других.
В центре Антиока расположены уникальные бутики одежды, закусочные, бары, магазины подарков и декора, а также специализированные магазины. Здесь также проходят концерты с оркестром, ярмарки ремёсел, парады, фестивали, художественные прогулки, туры по садоводству и многое другое.

## Искусство и культура
Антиок была домом для Palette, Masque and Lyre, Inc. (PM&L) Театр исполнительского искусства с 1960 года. Кроме того, с 2001 года Антиокский фонд изящных искусств (AFAF) обслуживает Антиок, округ Грейтер-Лейк, Иллинойс и Юго-Восточный Висконсин. AFAF — некоммерческая организация, чьей функцией является координация и продвижение программ в области искусства. AFAF предлагает галерею, регулярные специальные выставки, библиотеку художников, классы, семинары и другие специальные мероприятия. Членство открыто для художников, меценатов и всех, кто интересуется искусством. Галерея AFAF — это некоммерческая галерея, в которой работают добровольцы. В галерее представлены работы местных художников и экспонаты уникального разнообразия и передового опыта. В течение года в галерее проходят специальные приёмы и открытия новых работ художников. Галерея AFAF удобно расположена по адресу 983 Main Street, Antioch, Illinois 60002 (угол Main (Rt. 83) и Ida). AFAF Gallery также проводит презентацию народной музыки во вторую субботу каждого месяца с 13 до 16 часов. Музыка бесплатна и открыта для публики. 

### Библиотека
Публичная библиотека Антиока расположена на главной улице 757 (шоссе 83). Фонды библиотеки составляют 135 716 томов и тиражируются 371 105 единиц в год.
Публичная библиотека Антиока началась как проект Антиокского женского клуба в 1921 году. Изначально Женский клуб собрал средства на создание сельской библиотеки, и жители пожертвовали книги для библиотеки. Эта первая деревенская библиотека располагалась по адресу 934 Main Street и была открыта только два дня в неделю. В 1922 году библиотека была переведена в здание Антиокской деревни по адресу Мэйн-стрит, 875. В 1930 году библиотеку снова перевели на угол Мэйн-стрит и Депо-стрит. В 1941 году библиотеку снова перевели на Мэйн-стрит, 883. В 1950 году семья Уильяма Шрёдера пожертвовала собственность, расположенную на главной улице 757, деревне Антиок для использования в качестве библиотеки. Новое здание библиотеки было официально открыто в 1970 году. В августе 2001 года началось строительство пристройки площадью 18 000 квадратных футов к объекту Антиокской публичной библиотеки. Строительство было завершено в январе 2003 года.

### Отдых
Озеро Чейн, расположенное вдоль реки Фокс, служит водной Меккой для катания на лодках и летнего отдыха, в то время как зимой можно покататься на лыжах и снегоходах. Наряду с соседним Лисьим озером, Антиок стал местом проведения многочисленных профессиональных и любительских национальных турниров по рыбной ловле.
Запуск воздушного змея — также популярное спортивное мероприятие на озере Лун в выходные дни Дня труда . В настоящее время Швейцарская федерация кайтинга является рекордсменом по самому продолжительному полёту воздушного змея — 1 час 24 минуты. Деревня граничит с четырьмя владениями Лесного заповедника округа Лейк, отмеченной наградами и признанной на национальном уровне организацией по охране земель.
| Бассейны - Деревня Антиокский бассейн Курсы по гольфу - Гольф-клуб Антиока Озёра - Озеро Антиок - Cross Lake - Озеро Мари - Озеро Редвинг-Слау - Серебряное озеро - Гомер белое озеро | Парки - Северный парк - Дженсен Парк - Парк братьев Гейдж - Леса Антиокского парка - Парк Тиффани Фармс - Centennial Park - Osmond Park - Sprenger Park - Деревенский парк - Pedersen Park |

## Правительство

### Избранные должностные лица
Деревня Антиок — это муниципалитет без местного самоуправления, который функционирует в форме правления «совет-менеджер» с президентом деревни и попечительским советом из шести членов, каждый из которых избирается на четырёхлетний срок. Президент деревни и трое попечителей избираются каждые четыре года. Другая группа из трёх попечителей также избирается на четырёхлетний срок, но эти выборы проходят в шахматном порядке и проходят через два года после первой группы.
| Имя               | Профессия          | Примечания к сроку |
| ----------------- | ------------------ | ------------------ |
| Скотт Дж. Гартнер | Мэр села           | 2021—2025 гг.      |
| Мэри К. Доминик   | Попечитель деревни | 2019—2023          |
| Мэри Дж. Педерсен | Попечитель деревни | 2021—2023 гг.      |
| Петрина Бурман    | Попечитель деревни | 2021—2025 гг.      |
| Эд Мацек          | Попечитель деревни | 2019—2023          |
| Скотт А. Пирс     | Попечитель деревни | 2021—2025 гг.      |
| Брент Блатхард    | Попечитель деревни | 2021—2025 гг.      |

## Школы
Государственные школы
Начальные школы
- Начальная школа WC Petty (K-5)
- Начальная школа Хиллкрест (PK-5)
- Начальная школа Окленда в Лейк-Вилла, Иллинойс (K-5)
- Антиокская начальная школа (K-5)
- Начальная школа Эммонса (K-8)
- Начальная школа Грасс-Лейк (PK-8)
- Школа Олив К. Мартин в Лейк-Вилла, Иллинойс (PK-6)
- Начальная школа Миллберна в Олд-Милл-Крик, штат Иллинойс (PK-5)
- Начальная школа Ньюпорта в Уодсворте, штат Иллинойс (K-5)

Средние школы
- Антиокская старшая школа (6-8)
- Школа Питера Дж. Паломби в Лейк-Вилла, Иллинойс (7-8)
- Средняя школа Миллберна в Линденхерсте, Иллинойс (6-8)
- Средняя школа Бич-Парк в Бич-Парке, Иллинойс (6-8)

Средняя школа (9-12)
- Средняя школа Антиокской общины
- Средняя школа Lakes Community High School в Лейк-Вилла, штат Иллинойс
- Средняя школа Уоррена Тауншипа в Герни, Иллинойс
- Средняя школа Zion-Benton Township в Сионе, штат Иллинойс
- New Tech High в Zion-Benton East в Сионе, штат Иллинойс

### Частные школы
Частные средние школы:
- Евангелическо-лютеранская школа веры (классы PK-8)

## Инфраструктура

### Транспорт и транзит
Служба Metra (пригородная железная дорога в метрополитенском ареале Большой Чикаго) осуществляет железнодорожное сообщение Антиока с Чикаго Юнион-Стейшен через North Central Service. Автобусное сообщение в Антиоке и по всему округу Лейк обеспечивается компанией пассажирских перевозок Pace.
Западный транзитный маршрут округа Кеноша 2 обслуживает различные районы Антиока с понедельника по субботу, доставляя пассажиров в несколько городов, деревни и некорпоративные муниципалитеты по всему округу Кеноша. Пассажиры также могут пересесть на Маршрут 1 и Маршрут 3, чтобы добраться до Кеноши и Лейк-Дженивы соответственно.
Антиок расположен примерно в 43 милях к северу от международного аэропорта Чикаго О’Хара и в 40 милях к югу от международного аэропорта имени генерала Митчелла в Милуоки.

### Основные улицы
Несколько основных автомагистралей и государственных маршрутов пересекают Антиок.
| Номер п/п | Номер маршрута       | Местное название  | Описание локации                                                        |  |
| --------- | -------------------- | ----------------- | ----------------------------------------------------------------------- |  |
|           | Иллинойс Маршрут 83  | Главная улица     | По центру города                                                        |  |
|           | Маршрут Иллинойса 59 | Лейк-стрит        | Заканчивается в центре Антиока на пересечении с шоссе Иллинойс 173.     |  |
|           | Иллинойс Маршрут 173 | Кеноша улица      | По деревне и городку Антиок.                                            |  |
|           | Маршрут США 45       |                   | По восточной окраине города, от Линденхерста до Висконсина.             |  |
|           |                      | Северный проспект | По «северной» стороне города, от соседнего района, ведущего в Уодсворт. |  |
|           |                      | Улица Депо        | От центра города до Deep Lake Rd.                                       |  |
|           |                      | Deep Lake Road    | От Гранд-авеню в Лейк-Вилле до границы штата Висконсин.                 |  |
|           |                      | Grass Lake Road   | От Fox Lake, по южном краю; проходит через Lake Villa и идёт в Milburn. |  |

### Общественная безопасность
Департамент полиции Антиока (APD) отвечает за обеспечение правопорядка в Антиоке.
Департамент пожарной охраны Антиока предоставляет услуги пожарной и неотложной медицинской помощи с услугами по контракту, неполный рабочий день и оплачиваемых по вызову пожарных и парамедиков. В настоящее время пожарная часть использует 3 пожарных депо для размещения различного оборудования, и все 3 укомплектованы персоналом. Пожарная служба Антиока имеет ряд оборудования для использования, включая несколько двигателей, 2 водных тендера, 2 лодки, включая воздушную лодку, и шестиколёсное транспортное средство для доступа к труднодоступным местам. Antioch Fire Department также владеет несколькими частями специального оборудования, включая новое современное аварийно-спасательное оборудование, используемое для вытаскивания раненых из разбитых автомобилей. Первый район противопожарной защиты Антиока был первым в штате организованным округом противопожарной защиты. Пожарная служба также имеет пост исследователей для молодёжи в возрасте от 15 до 20 лет, заинтересованных в том, чтобы сделать карьеру в пожарной службе.
До 2014 года скорая помощь была предоставлена добровольным спасательным отрядом Антиока. Спасательный отряд Антиока был первым лицензированным фельдшерским подразделением в штате Иллинойс. 
Полицейское управление и пожарная часть расположены в отдельных зданиях рядом друг с другом. Совет Антиокской деревни решил закрыть центр связи в 2012 году, решив передать всю свою службу экстренной отправки (полиция, пожарная и спасательная служба) на аутсорсинг другому центру, расположенному в Раунд-Лейк-Бич. В марте 1993 года Департамент полиции Антиока стал частью усовершенствованной системы службы экстренной помощи округа Лейк. 